# Kagel-Möllensee
Kagel-Möllensee ist ein bewohnter Gemeindeteil im Ortsteil Kagel der Gemeinde Grünheide (Mark) im Landkreis Oder-Spree in Brandenburg.
Der Gemeindeteil liegt rund 2,2 km südwestlich des Gemeindezentrums von Kagel. Die Wohnbebauung gruppiert sich im Wesentlichen um die Landstraße 232, die von Westen kommend in östlicher Richtung nach Kagel führt. Im Nordosten befindet sich der Elsensee, im Südwesten der namensgebende Möllensee mit dem weiteren Gemeindeteil Kagel-Finkenstein.